# 赵行枢
赵行枢（6世纪—618年），隋朝官员。
赵行枢本是太常乐户，家财亿计，许公宇文述称其为兄，多受他的贿赂。于是向隋炀帝说称赵行枢骁勇，赵行枢初任折冲郎将。后来转任虎牙郎将。大业十四年（618年）三月，虎牙郎将赵行枢与牛方裕、虎贲郎将司马德戡、元礼、裴虔通、内史舍人元敏、鹰扬郎将孟秉、直长许弘仁、薛世良、城门郎唐奉义、医正张恺、勋侍杨士览等人都参与同谋逃亡，离开江都。赵行枢与宇文述的儿子将作少监宇文智及历来很要好，杨士览是宇文智及的外甥，二人把他们的计划告诉了宇文智及，宇文智及建议改为发动宫廷政变。赵行枢、薛世良要求由宇文智及的兄长右屯卫将军宇文化及为首领，于是宇文化及、司马德戡发动宫廷政变，弑杀隋炀帝。宇文化及掌握大权，司马德戡等人不服。私下里对赵行枢说：“你真是害我不浅！当今治平乱世，一定得靠杰出而有才干的人，化及没才能又糊涂，一群小人在他身边，肯定要坏事，那该怎么办？”赵行枢说：“全在我们这些人了，废除他又有什么难？”司马德戡、赵行枢与几位将领李本、尹正卿、宇文导师等策划，准备用后军袭击诛杀宇文化及。许弘仁、张恺把他们的计划报告了宇文化及，宇文化及派弟弟宇文士及逮捕了司马德戡。宇文化及吊死了司马德戡，并杀了赵行枢等十九名同党。